# Kabala (Rapla)
Kabala es una localidad situada en el municipio de Rapla, en el condado de Rapla, Estonia. Según el censo de 2021, tiene una población de 245 habitantes.
Está ubicada en el centro-este del condado, cerca del río Vigala y de la frontera con los condados de Järva y Harju.